# Saint-Genis-de-Saintonge
Saint-Genis-de-Saintonge – miejscowość i gmina we Francji, w regionie Nowa Akwitania, w departamencie Charente-Maritime. Nazwa miejscowości pochodzi od imienia św. Genezjusza.
Według danych na rok 1990 gminę zamieszkiwało 956 osób, a gęstość zaludnienia wynosiła 87 osób/km² (wśród 1467 gmin regionu Poitou-Charentes Saint-Genis-de-Saintonge plasuje się na 328. miejscu pod względem liczby ludności, natomiast pod względem powierzchni na miejscu 780.).